# Klimopdwergzesoog
De klimopdwergzesoog (Tapinesthis inermis) is een spinnensoort in de taxonomische indeling van de Dwergcelspinnen (Oonopidae).
Het dier komt uit het geslacht Tapinesthis. De klimopdwergzesoog werd in 1882 beschreven door Eugène Simon.